# BH Tennis Open International Cup
O BH Tennis Open International Cup, ou BH Open é um torneio de tênis, que faz parte da série ATP Challenger Tour, realizado desde 1992, realizado em piso duro, em Belo Horizonte, Minas Gerais, Brasil.

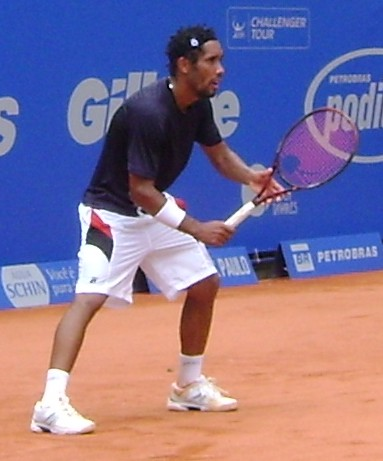
Julio Silva, é o atual campeão e o tenista que mais vezes foi campeão do torneio (2)

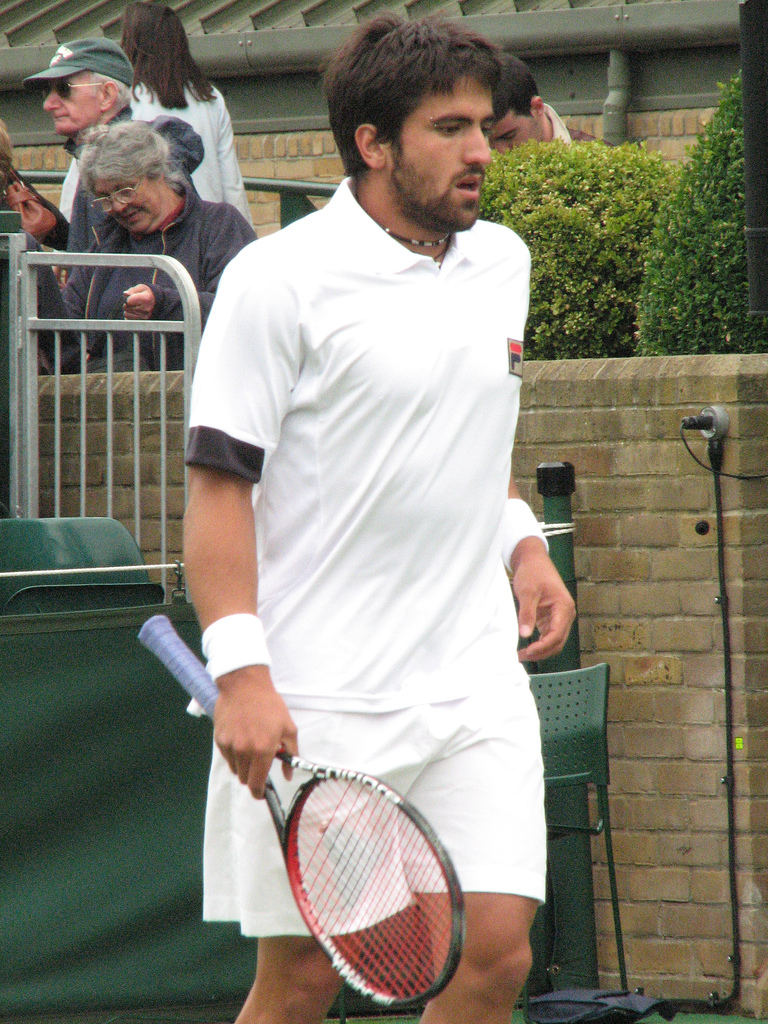
Janko Tipsarević, levou o título de simples do torneio em 2004

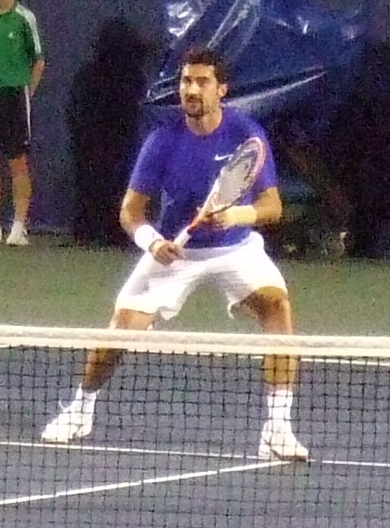
Eventual No. 1 do Mundo nas duplas, Nenad Zimonjić, venceu evento de simples em 2000

## Campeões

### Simples
| Ano  | Campeão             | Vice-Campeão           | Placar              |
| ---- | ------------------- | ---------------------- | ------------------- |
| 2011 | Júlio Silva         | Gastão Elias           | 6–4, 6–4            |
| 2010 | Rogério Dutra Silva | Facundo Argüello       | 6–4, 6–3            |
| 2009 | Júlio Silva         | Eduardo Schwank        | 4–6, 6–3, 6–4       |
| 2008 | Santiago González   | Nicolás Massú          | 6–4, 6–3            |
| 2007 | Brian Dabul         | Eduardo Schwank        | 6–7(4), 7–6(5), 6–3 |
| 2006 | Thiago Alves        | Andre Sa               | 6–3, 0–6, 6–4       |
| 2005 | John-Paul Fruttero  | Kristian Pless         | 7–6(4), 7–6(6)      |
| 2004 | Janko Tipsarevic    | Ricardo Mello          | 6–4, 5–7, 6–4       |
| 2003 | Julio Peralta       | Danai Udomchoke        | 7–6(6), 1–6, 6–1    |
| 2002 | Ricardo Mello       | Alexandre Simoni       | 6–3, 6–3            |
| 2001 | Eric Taino          | Flávio Saretta         | 5–7, 6–1, 6–2       |
| 2000 | Nenad Zimonjic      | Jean-Francois Bachelot | 6–3, 6–7(6), 7–5    |
| 1999 | Jamie Delgado       | Daniel Melo            | 6–2, 7–6            |
| 1998 | Francisco Costa     | Gaston Gaudio          | 4-6, 6-2, 6-4       |
| 1997 | Roberto Jabali      | Andre Sa               | 2–6, 7–5, 6–3       |
| 1996 | Jaime Oncins        | Maurice Ruah           | 6–4, 6–3            |
| 1995 | Steve Campbell      | João Cunha e Silva     | 6–2, 6–3            |
| 1994 | Fabio Silberberg    | Marco Meneschincheri   | 7–6, 6–3            |
| 1993 | Martin Blackman     | David Adams            | 6–7, 6–4, 7–6       |
| 1992 | Gilbert Schaller    | João Cunha e Silva     | 6–4, 6–7, 6–0       |

### Duplas
| Ano  | Campeões                               | Vice-Campeões                         | Placar            |
| ---- | -------------------------------------- | ------------------------------------- | ----------------- |
| 2011 | Guido Andreozzi Eduardo Schwank        | Ricardo Hocevar Christian Lindell     | 6–2, 6–4          |
| 2010 | Rodrigo Grilli Leonardo Kirche         | Christian Lindell João Olavo Souza    | 6–3, 6–3          |
| 2009 | Márcio Torres Izak van der Merwe       | Juan-Pablo Amado Eduardo Schwank      | w/o               |
| 2008 | Santiago González Aisam-ul-Haq Qureshi | Daniel Silva Caio Zampieri            | 6–3, 7–6()        |
| 2007 | Santiago González Bruno Soares         | Márcio Torres Nicolas Tourte          | 6–7(3), 6–4, 10–5 |
| 2006 | Marcelo Melo André Sá                  | Jean-Julien Rojer Márcio Torres       | 6–1, 6–4          |
| 2005 | Lesley Joseph Aleksandar Vlaski        | Juan Martin del Potro Máximo González | 7–6(8), 6–4       |
| 2004 | Sanchai Ratiwatana Sonchat Ratiwatana  | Marcos Daniel Ivan Miranda            | 6–2, 7–5          |
| 2003 | Marcos Daniel Alexandre Simoni         | Kentaro Masuda Takahiro Terachi       | 6–4, 6–2          |
| 2002 | Daniel Melo Marcelo Melo               | Denis Golovanov Michael Joyce         | 6–3, 6–4          |
| 2001 | Dejan Petrovic Andy Ram                | Barry Cowan Eric Taino                | 6–3, 6–4          |
| 2000 | Daniel Melo Alexandre Simoni           | Jamie Delgado Martin Lee              | 6–4, 6–4          |
| 1999 | Daniel Melo Antônio Prieto             | Jamie Delgado Martin Lee              | 6–2, 3–6, 7–5     |
| 1998 | Satoshi Iwabuchi Thomas Shimada        | Jeff Coetzee Damien Roberts           | 6–7, 7–5, 7–5     |
| 1997 | Gabriel Trifu Glenn Weiner             | Nelson Aerts André Sá                 | 1–6, 6–3, 6–4     |
| 1996 | Leonardo Lavalle Maurice Ruah          | Luis Enrique-Herrera Gabriel Trifu    | 5–7, 6–4, 6–4     |
| 1995 | David Di Lucia Dan Kronauge            | Egberto Caldas Cristiano Testa        | 6–7, 6–3, 6–3     |
| 1994 | Nelson Aerts Danilo Marcelino          | Otavio Della Marcelo Saliola          | 7–5, 6–3          |
| 1993 | Ricardo Acioly Nicolas Pereira         | Felipe Rivera Fernando Roese          | 7–6, 5–7, 6–3     |
| 1992 | Nelson Aerts Alexandre Hocevar         | João Cunha e Silva César Kist         | 6–1, 6–7, 6–2     |